# Graham Dorrans
Graham Dorrans (født 5. maj 1987 i Glasgow, Skotland) er en skotsk fodboldspiller, der spiller som midtbanespiller hos den Rangers. Han har tidligere spillet for blandt andet West Bromwich og Norwich i hjemlandet.

## Landshold
Dorrans står (pr. april 2018) noteret for 12 kampe for Skotlands landshold, som han debuterede for den 10. oktober 2009 i en venskabskamp mod Japan.